# 郭礼云
郭礼云（1954年—）是江苏扬中人，汉族。 中华人民共和国的政治人物、第十二届全国人民代表大会解放军代表。
郭礼云毕业于南京政治学院政治理论专业。毕业后加入中国共产党。2013年，担任全国人大代表。

## 简介
- 1972年12月入伍
- 1974年3月入党，南京政治学院新闻系毕业，大学本科文化程度
- 2005年任浙江省军区政治部主任
- 2007年7月授予少将军衔
- 2010年7月任南京军区政治部副主任
- 2013年担任全国人大代表